# حمزة علي
حمزة علي (8 أغسطس 1995 ببرستل في المملكة المتحدة - 9 يونيو 2016) (بالإنجليزية: Hamza Ali)‏ هو لاعب كريكت بريطاني. لعب مع نادي مقاطعة هامبشاير للكريكت ‏.

## وصلات خارجية
- حمزة علي على موقع إي آس بي آن كريك إنفو (الإنجليزية)